# رودريغو بيريز
رودريغو بيريز (بالإسبانية: Rodrigo Pérez)‏ (19 أغسطس 1973 في البرازيل - ) هو لاعب كرة قدم تشيلي في مركز الدفاع. شارك مع منتخب تشيلي لكرة القدم. أما مع النوادي، فقد لعب مع أليانزا ليما وسانتياغو واندررز ونادي أوهيجينس ونادي باتشوكا ويونيون إسبانيولا وديبورتيس إيكيكي ونادي كوبريلوا.

## وصلات خارجية
- رودريغو بيريز على موقع قاعدة بيانات كرة القدم.إي يو (الإنجليزية)
- رودريغو بيريز على موقع ناشيونال فوتبول تيمز (الإنجليزية)
- رودريغو بيريز على موقع عالم كرة القدم.نت (الإنجليزية)